# Змеино (деревня)
Змеино — деревня в Невельском районе Псковской области России. Входит в состав Плисской волости.

## География
Расположена на западном побережье озера Змеино, в 7 км к юго-западу от райцентра, города Невель.

## Население
| 2001 | 2002 | 2010 |
| ---- | ---- | ---- |
| 64   | ↗69  | ↘53  |

Численность населения деревни по оценке на начало 2001 года составляла 64 человека.